# Mutant Chronicles (film)
Mutant Chronicles, conosciuto in Italia anche come Il tempo dei mutanti, è un film del 2008 diretto da Simon Hunter, basato sull'omonimo gioco di ruolo fantascientifico.
Tra gli interpreti del film figurano Thomas Jane, Ron Perlman, Devon Aoki, Benno Fürmann e John Malkovich.
Il film è stato distribuito in Europa e in Giappone. In Italia il film è stato distribuito direttamente in DVD a cura della Minerva Pictures. Nel novembre 2010 il film è stato trasmesso da Sky Cinema (con il titolo Il tempo dei mutanti) e su Rai4.
La pellicola costata $ 25 milioni ne ha incassati solamente $ 2,1 milioni; pur essendo stata una delusione al botteghino, l'ambientazione vanta diverse community di fan in giro per il mondo, tra cui il Mutant Chronicles Italian Club (MCIC).

## Trama
Nell'anno 2707 l'umanità ha esaurito le risorse naturali della Terra. Alcune mega-corporazioni entrano in conflitto per accaparrarsi le esigue risorse, Per salvare quindi l'umanità viene chiamata la "Fratellanza", una chiesa universale che dovrà combattere contro le creature mutanti, accidentalmente liberate sul pianeta dalla "Macchina", un dispositivo alieno che può trasformare gli esseri umani in mutanti.